# 隆回県
隆回県（りゅうかい-けん）は中華人民共和国湖南省邵陽市に位置する県。

## 行政区画
- 街道：桃花坪街道、花門街道
- 鎮：小沙江鎮、金石橋鎮、司門前鎮、高平鎮、六都寨鎮、荷香橋鎮、横板橋鎮、周旺鎮、灘頭鎮、鴨田鎮、西洋江鎮、岩口鎮、北山鎮、三閣司鎮、南岳廟鎮、七江鎮、羊古坳鎮、羅洪鎮
- 郷：麻塘山郷、大水田郷、荷田郷
- 民族郷：虎形山ヤオ族郷、山界回族郷